# Emden (Schiff, 1922)
Die Emden war ein Fahrgastschiff in Berlin.

## Geschichte
Das Schiff wurde 1922 bei Bergmann & Westphal in Stralau gebaut. Es war zunächst einem 45-PS-Dieselmotor ausgestattet, gehörte Fritz Habermann und trug den Namen Sei friedlich. Habermann setzte die Sei friedlich auf der Oberspree, der Dahme und der Löcknitz ein.
Das Schiff, mit dem im Jahr 1935 175 Personen befördert werden durften, wurde 1938 oder 1939 an die Reederei F. Müller verkauft. Dort erhielt es den Namen Emden. Die Müllersche Flotte wurde in der Kriegs- und Nachkriegszeit dezimiert: 1944 wurde die Venus von einer Bombe getroffen und brannte aus. 1946 wurden die Imperator, die Imperator II, die Bremen und die Fortuna von der Sowjetunion als Kriegsentschädigung abtransportiert.
Weiterverwenden konnten Franz Müllers Söhne nach dem Krieg zunächst nur die Freya und die Emden. Letztere erhielt 1946 die nationale Schiffskennung „GDS 03178“ und die Zulassung für die Beförderung von 219 Fahrgästen. 1947 wurde die nationale Schiffskennung „3-073“ an die Emden vergeben. Diese Kennung wechselte im Jahr 1957 zu „P-582“. Betreiber des Schiffes war jetzt nicht mehr Franz Müller, sondern Rheinhold  Müller in Erkner. Die Emden fuhr nun mit einem 60-PS-Motor.
Die Emden blieb laut Kurt Groggert im Besitz der Familie Müller bis 1965. Dann kam sie zu den Verkehrsbetrieben Potsdam, erhielt die Kennung „P-090“ und wurde auf den Namen Berlin umgetauft. Sie löste einen gleichnamigen Dampfer ab, der 1964 außer Dienst gestellt worden war. An anderer Stelle datiert Groggert den Namenswechsel auf 1967. Die neue Berlin sei bis 1971 in Betrieb gewesen. Laut der Schiffsdatenbank von Uwe Giesler wechselte die Berlin 1970 noch einmal den Besitzer und kam in die Hände des Rates der Stadt Rathenow. Nach Giesler wurde die Berlin im Jahr 1972 abgewrackt.